# Toy Commander
Toy Commander (突撃！てけてけ!!トイ・レンジャー?, Totsugeki! Teketeke!! Toy Ranger) è un videogioco sviluppato da No Cliché per Sega Dreamcast.
Originariamente sviluppato con il titolo Project Gutherman, del videogioco esistono due demo dal titolo Toy Commander: Christmas Surprise e Toy Commander: Summer Special distribuite insieme alla rivista Official Dreamcast Magazine. Nel 2000 ha ricevuto come sequel un videogioco di guida denominato Toy Racer.

## Trama
Un bambino di nome Guthy riceve come regalo di Natale alcuni nuovi giocattoli che i suoi vecchi giochi, comandati da un orsacchiotto, tenteranno di distruggere.

## Modalità di gioco
Il videogioco è suddiviso in missioni. Ogni quattro missioni è necessario sconfiggere un boss. È presente una modalità multigiocatore che permette di partecipare fino a quattro giocatori.